# Thug Life: Volume 1
Thug Life: Volume 1 – album zespołu Thug Life, którego założycielem był 2Pac. Grupę wówczas tworzyli Big Syke, Macadoshis, Mopreme, The Rated R i Tupac. Został wydany 26 września 1994 roku. Produkcja pierwotnie została wydana przez wytwórnię Shakura – Out Da Gutta Records. Album osiągnął status złotej płyty, ze sprzedażą ponad 500.000 egzemplarzy. Utwór „How Long Will They Mourn Me?” znalazł się także na kompilacji 2Pac’s Greatest Hits.

## Lista utworów
| Nr | Tytuł                          | Wykonawcy                                                     | Producent            |
| -- | ------------------------------ | ------------------------------------------------------------- | -------------------- |
| 1  | „Bury Me a G”                  | 2Pac, Mopreme, Rated R, Big Syke, Macadoshis & Natasha Walker | Thug Music           |
| 2  | „Don’t Get It Twisted”         | Mopreme, Macadoshis & Rated R                                 | Jay & Mopreme        |
| 3  | „Shit Don’t Stop”              | 2Pac, Macadoshis, Rated R, Mopreme, Big Syke & Y.N.V.         | Thug Music           |
| 4  | „Pour Out a Little Liquor”     | 2Pac                                                          | Johnny „J”           |
| 5  | „Stay True”                    | 2Pac, Stretch & Mopreme                                       | Thug Music           |
| 6  | „How Long Will They Mourn Me?” | 2Pac, Nate Dogg, Big Syke, Rated R & Macadoshis               | Nate Dogg & Warren G |
| 7  | „Under Pressure”               | 2Pac & Stretch                                                | Thug Music           |
| 8  | „Street Fame”                  | 2Pac, Mopreme, Big Syke & Rated R                             | Stretch              |
| 9  | „Cradle to the Grave”          | 2Pac, Mopreme, Rated R, Macadoshis & Big Syke                 | Jay Choi & Big Syke  |
| 10 | „Str8 Ballin’”                 | 2Pac                                                          | Easy Mo Bee          |

## Notowania
Album
| Rok  | Najwyższa pozycja | Najwyższa pozycja      |
| Rok  | Billboard 200     | Top R&B/Hip-Hop Albums |
| ---- | ----------------- | ---------------------- |
| 1994 | 42                | 6                      |

Single
| Rok  | Tytuł                 | Najwyższa pozycja                | Najwyższa pozycja | Najwyższa pozycja |
| Rok  | Tytuł                 | Hot R&B/Hip-Hop Singles & Tracks | Hot Rap Tracks    |                   |
| ---- | --------------------- | -------------------------------- | ----------------- | ----------------- |
| 1995 | „Cradle to the Grave” | 91                               | 25                |                   |

## Certyfikaty i sprzedaż
| Kraj                     | Certyfikat  | Sprzedaż |
| ------------------------ | ----------- | -------- |
| Stany Zjednoczone (RIAA) | złota płyta | 500 000+ |